# Provincia de Bengo
Bengo es una de las 21 provincias en que se encuentra dividida administrativamente Angola, localizada al norte del país. Tiene un área de 33 016 km² y una población de aproximadamente 450 000 habitantes. La ciudad de Caxito, en el municipio de Dande, es la capital de la provincia. 

## Municipios con población estimada en julio de 2018
- Ambriz 27 346
- Bula-Atumba 16 196
- Dande 267 879
- Dembos-Quibaxe 36 180
- Nambuangongo 73 287
- Pango-Aluquém 8434

## Geografía
La principal ventaja de esta provincia es su proximidad a Luanda. situada a setenta kilómetros de su capital Caxito.
El clima es de tipo tropical seco con una temperatura promedio de 25 °C, siendo el mes de marzo el más caluroso (33 °C) y julio el más frío (17 °C).

## Demografía
La provincia contaba con 166 000 habitantes en julio de 1991, estimándose en 2006 en  460 508 personas.

## División administrativa
Limita con las provincias de Zaire en el norte, Uíge al noreste, Cuanza Norte en el este y Cuanza Sul en el sur. Es una provincia costera, y dispone de playas naturales, como la de Pambala y Libongos, de 7 km de longitud.

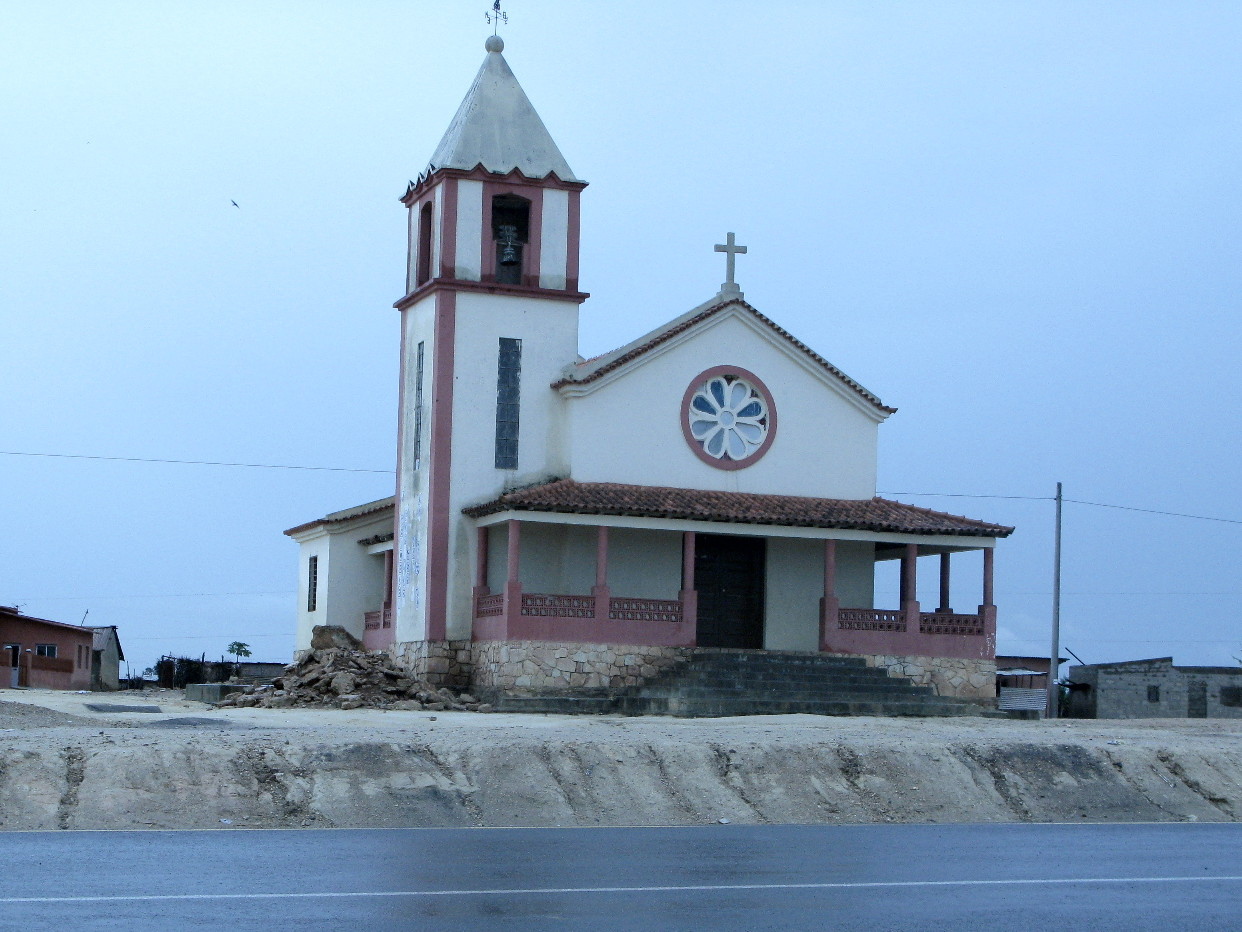
Iglesia Católica en Porto Quipiri

La provincia de Bengo se compone de 8 municipios: 
- Ambriz,
- Bula Atumba,
- Dande,
- Dembos,
- Icolo y Bengo,
- Nambuangongo,
- Pango-Aluquém,
- Quisama.

Las ciudades más importantes son: Cabo Ledo, Lagoa de Panguila, Puerto Kipiri y Funda.

## Comunas
| - Ambriz - Barra do Dande, - Bela Vista. - Buen Jesús, - Bula-Atumba - Caculo Cahango - Calomboloca - Cassoneca, - Catete, - Caxito | - Dembo Chio - Gombe - Kabiri, - Kage - Kanacassala - Kazua - Kiaje - Paredes | - Kibaxe - Kicunzo - Kicabo, - Kixico - Kixinje - Mabubas. - Mumbondo - Muxiluando | - Muxima - Pango-Aluquém - Piri - São José das Matas - Tabi - Ucua - Zala |

- Ambriz, sede.
  - Bela Vista.
  - Tabi
- Dande, Caxito, sede.
  - Barra de Dande,
  - Mabubas.
  - Quicabo,
  - Ucua
- Icolo y Bengo, sede
  - Buen Jesús,
  - Cabiri,
  - Cassoneca,
  - Caculo Cahango,
  - Catete.

## Idiomas
Además del idioma portugués en esta provincia la lengua predominate es el Kikongo, aunque en el ámbito sociocultural Ambundu se habla el kimbundo y en otros lugares el  Bacongo.

## Grupos étnicos
Los principales grupos étnicos que predominan en el municipio de Ambriz en la provincia son:
- Reino de Nkolo Yo Nimi;
- Reino de Nsulu;
- Reino de Nsonso;
- Reino de Nené Capitão;
- Reino de Pambala Longua;
- Reino de Sanzu a Kalunga;
- Reino de Makiassa Ma Mbambi.

## Actividad económica

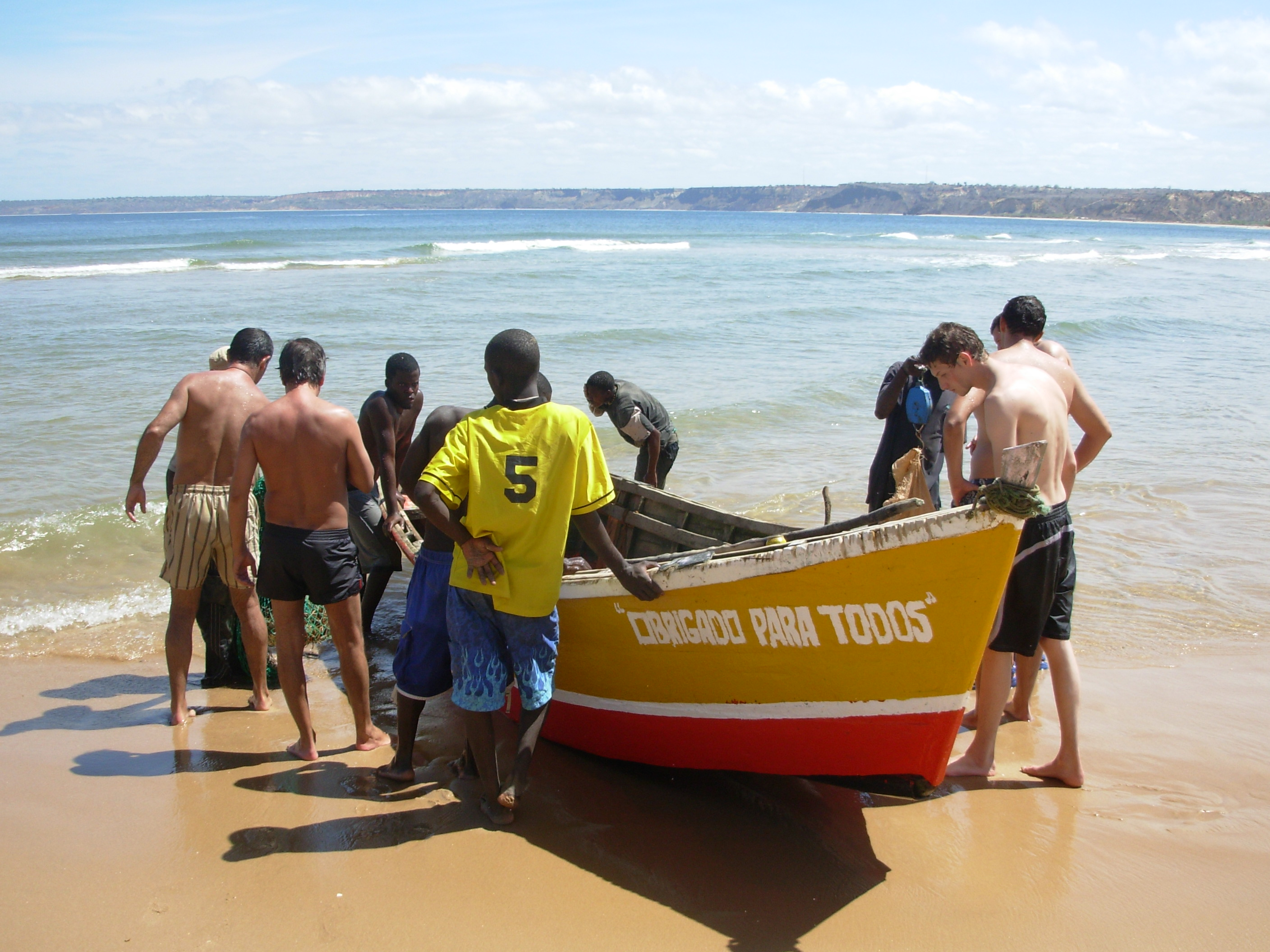
Bengo.

La principal actividad económica es la agricultura, centrándose en el cultivo de café, algodón, yuca, palmeras, cítricos, bananas y hortalizas. También trabajan la madera, y realizan labores de pesca.
Los minerales que se extraen son: azufre, gema, fosfato, calcáreos y cuarzo.
Otro importante motor de la actividad económica es la pesca deportiva y la caza.

### Artesanía
Los artesanos locales utilizan materiales locales como bordados, bambú, madera, pau preto.

## Clima
Tiene un clima tropical seco, con una temperatura media de 25 °C. El mes más caluroso es marzo, con 33 °C; mientras que el mes más frío es julio, cuando baja hasta los 17 °C.

## Recursos naturales
En esta provincia está ubicado el parque nacional de Kissama y también la reserva del bosque de Kibinda , rodeado por dos grandes ríos, el Longa y el Kwanza. Este último es navegable a lo largo de todo su paso por el parque, y hasta la desembocadura en el Océano Atlántico.
La provincia también tiene numerosos lagos, la mayor parte están en los municipios de Dande e Icolo y Bengo. Hay lagunas en Panguila e Ibendoa, Cabiri y Ulua hacen Sungui.
La belleza natural de las playas, en Pambala y Libongos, con siete kilómetros de longitud, en Cabo Ledo y Ambriz.